# Torrente epiglaciale

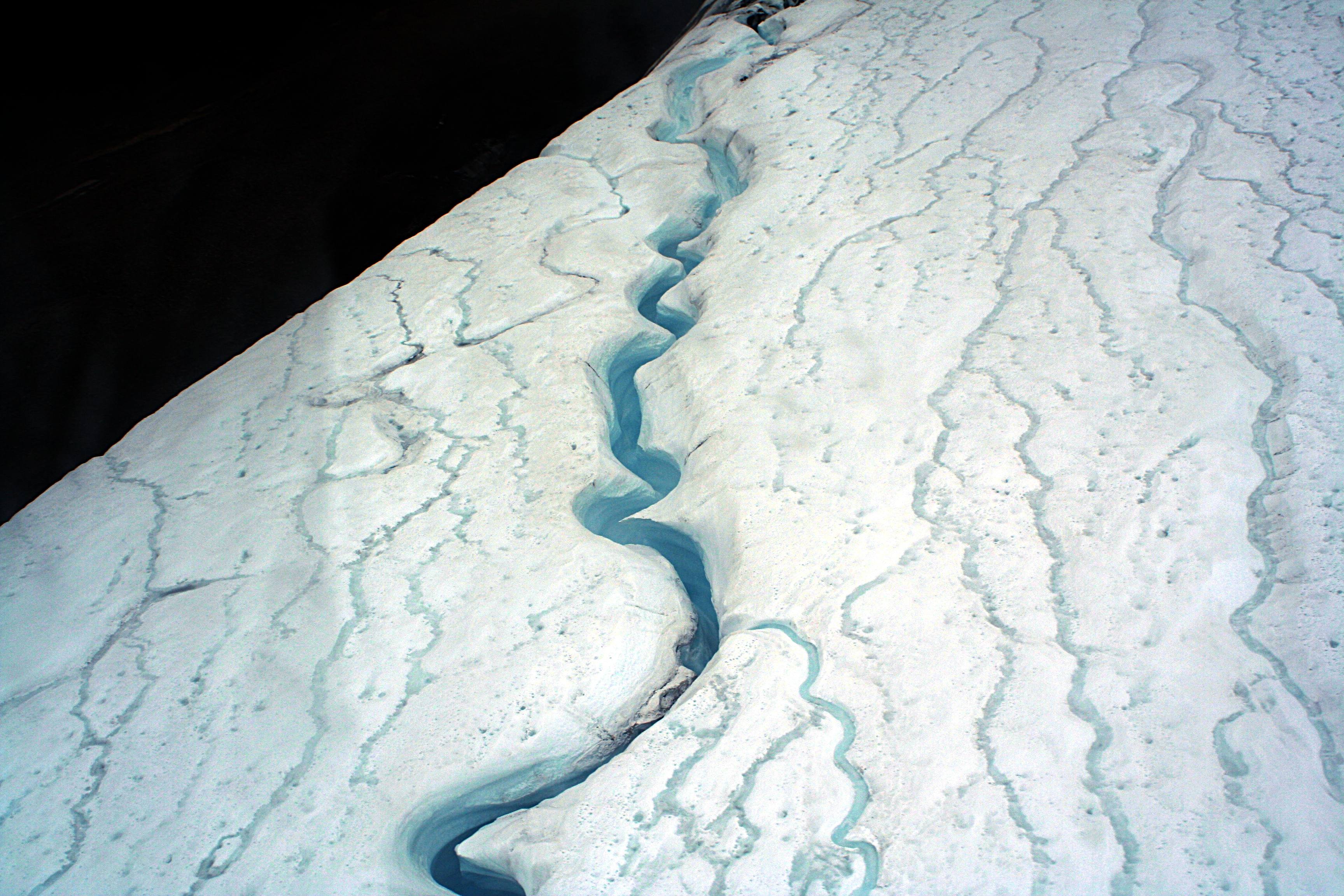
Vista aerea di una bédière sulla superficie di un ghiacciaio in Groenlandia.

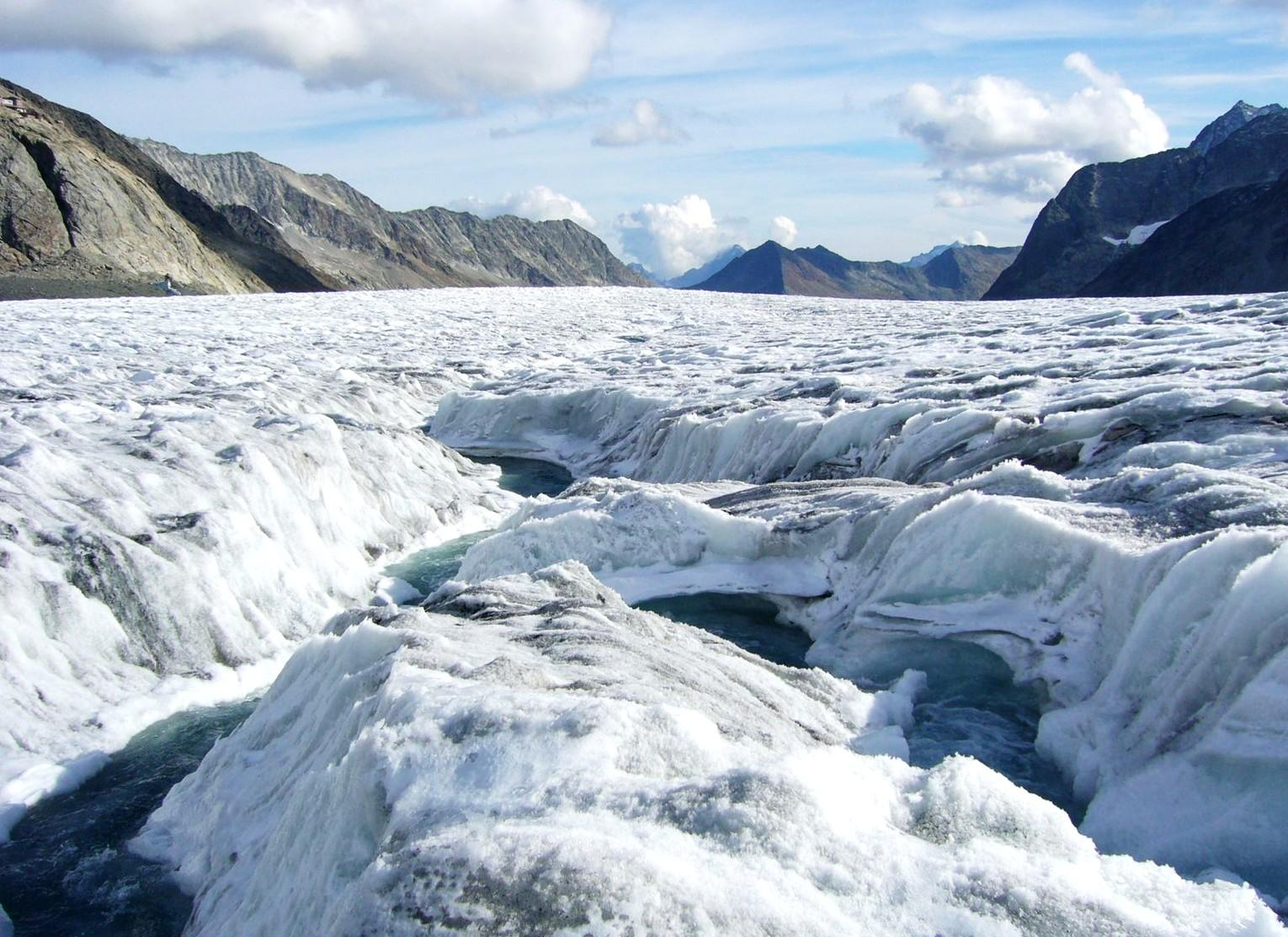
Bédières sul ghiacciaio dell'Aletsch in Svizzera.

Il torrente epiglaciale, conosciuto anche come bédière, è un corso d'acqua che si forma sulla superficie del ghiacciaio, alimentato dalla fusione dello stesso o dalle precipitazioni.

## Formazione ed evoluzione
I torrenti epiglaciali possono dare origine a torrenti veri e propri se raggiungono il fronte del ghiacciaio, oppure sprofondare in un mulino e scorrere all'interno del ghiacciaio (diventando così ipoglaciali). La portata delle bédière può variare notevolmente, da un rivolo d'acqua a portate notevoli, caratterizzate dall'elevata velocità dato il basso attrito del ghiaccio. Le  bédière si trovano in tutti i tipi di ghiacciaio, le più grandi si osservano nelle calotte polari. Contribuiscono all'azione erosiva del ghiacciaio che ha sulla roccia.